# Мужчине живётся трудно. Фильм 23: Парящий в воздухе Торадзиро
«Мужчине живётся трудно. Фильм 23: Парящий в воздухе Торадзиро» (яп. 男はつらいよ　翔んでる寅次郎, отоко-ва цурай ё: какэндэру торадзиро; англ. Tora-san, the Matchmaker (Tora-san 23) — японская комедия режиссёра Ёдзи Ямады, вышедшая на экраны в 1979 году. По результатам проката фильм занял 4 место в бокс-офисе 1979 года, его посмотрели 1 млн. 726 тыс. японских зрителей, сборы от проката составили 1 миллиард 70 миллионов иен.

## Сюжет
В Сибамате, одном из бедных районов японской столицы, где живут простые люди и рабочий класс, проходит свадьба. Родственники Тора-сана присутствуют на браке одного из сотрудников соседней типографии, принадлежащей другу семьи Умэтаро (он же является боссом Хироси, мужа сестры Тора-сана). Счастливое событие напоминает Хироси и его жене Сакуре о собственной свадьбе, которая состоялась десятью годами ранее, а тётя Цунэ и дядя Тацудзо вспоминают всю свою совместную жизнь. Неизбежно их воспоминания и размышления по этому поводу акцентируются на добродушном, но непутёвом Тора-сане и его неспособности найти себе подходящую женщину для совместной жизни.
Тора-сан возвращается домой из своих традиционных скитаний по стране, но ненадолго, так как он будет оскорблён и недоволен сочинением своего маленького племянника Мицуо. Мальчик, подслушав разговоры взрослых о проблемах дяди, невинно написал школьное сочинение о бесполезном дядюшке. Отправившись вновь в поездку по Японии, Тора-сан помог встретившейся ему на Хоккайдо девушке Хитоми отбиться от насильника. После того, как Тора-сан шантажирует потенциального сексуального маньяка, а тот является хозяином отеля, он предоставляет им бесплатный ночлег. Хитоми рассказывает Тора-сану о том, что она вскоре должна выйти замуж за парня из богатой токийской семьи, но сама она сомневается в этом браке. Торадзиро убеждает неуверенную девушку в целесообразности её замужества.
Тора-сан возвращается в Сибамату, а девушка едет в Токио, едва не опоздав на собственную свадьбу. Однако, только надев свадебное платье, невеста сбегает посреди церемонии бракосочетания. Она садится в такси и едет к Тора-сану. Так, прямо в свадебном платье, Хитоми к всеобщему изумлению появляется в магазине сладостей семейства Курума. Торадзиро вполне доволен этим и, естественно, влюбляется в красавицу-невесту. Между тем, богатая мать Хитоми и несостоявшийся жених Кунио отслеживают и находят беглянку в Сибамате. К всеобщему удивлению, жених, являющийся сыном президента компании по дизайну интерьеров, оказывается приятным и искренним человеком, стремящимся начать жизнь, независимую от своей богатой семьи. Торадзиро приходится выступить посредником в примирении этой пары.

## В ролях
- Киёси Ацуми — Торадзиро Курума (или Тора-сан)
- Тиэко Байсё — Сакура, сестра Торадзиро
- Кёко Мая — Марико Цуцуми
- Акира Фусэ — Кунио Коянаги
- Митиё Когурэ — Кинуко Ириэ
- Масами Симодзё — Рюдзо Курума, дядя Тора-сана
- Тиэко Мисаки — Цунэ Курума, тётя Тора-сана
- Гин Маэда — Хироси Сува, муж Сакуры
- Хисао Дадзай — Умэтаро (босс Хироси)
- Хаято Накамура — Мицуо Сува, сын Сакуры и Хироси, племянник Тора-сана
- Гадзиро Сато — Гэн
- Тисю Рю — священник
- Тацуо Мацумура — Рэйкити Мацуда
- Сэнри Сакураи — Какариин
- Хироси Инудзука — водитель такси
- Масаюки Юхара — Вакаданна

## Премьеры
- — национальная премьера фильма состоялась 4 августа 1979 года в Токио[3].
- — премьера в США прошла в мае 1980 года[4].

## Награды и номинации
Премия Японской киноакадемии
- 4-я церемония вручения премии (1980)[5]

Номинации:
- за лучшее исполнение главной мужской роли 1979 года — Киёси Ацуми (ex aequo: «Мужчине живётся трудно. Фильм 24: Весеннее сновидение Торадзиро»).
- за лучшее исполнение женской роли второго плана 1979 года — Тиэко Байсё (ex aequo: «Мужчине живётся трудно. Фильм 24: Весеннее сновидение Торадзиро»).

Премия журнала «Кинэма Дзюмпо» (1980)
- Номинация на премию за лучший фильм 1977 года, однако по результатам голосования занял лишь 19 место.